# Gółka (kolonia)
Gółka – kolonia w Polsce, w województwie wielkopolskim, w powiecie wągrowieckim, w gminie Mieścisko.
Do 2023 miejscowość była przysiółkiem wsi Piastowice.
W latach 1975–1998 przysiółek administracyjnie należał do województwa poznańskiego.